# OpenCourseWare
OpenCourseWare (OCW) là những bài học được làm ra tại các trường đại học và phát hành cho không bằng phương tiện Internet.

## Lịch sử
Phong trào OpenCourseWare bắt đầu vào năm 1999 khi đại học Tübingen ở Đức cho truyền bá trực tuyến những videos của các giảng viên trong sáng kiến timms của trường. Tuy nhiên phong trào OCW chỉ thực sự phổ biến, khi đại học Massachusetts Institute of Technology (MIT) cho ra chương trình MIT OpenCourseWare vào tháng 10 năm 2002. Phong trào này được hỗ trợ khi những chương trình tương tự được thực hiện tại đại học Yale, University of Michigan, và University of California Berkeley.

MIT nêu lý do thành lập chương trình này là để " mở rộng học vấn trên thế giới bằng những kiến thức cung cấp trên mạng". MIT cho biết, là họ muốn tạo cơ hội cho sinh viên (không chỉ riêng cho sinh viên của trường mình) chuẩn bị tốt cho lớp học, để mà có thể tham dự tích cực hơn trong lớp. Từ đó một số đại học đã lập ra những chương trình OCW theo mô hình của MIT, một số được quỹ William and Flora Hewlett Foundation hỗ trợ tài chính.

## Định nghĩa
OCW có thể gọi tổng quát là những nguồn giáo dục mở. Những nguồn này có thể là bài vở, sách báo, phim ảnh giáo dục, nghiên cứu về những vấn đề cụ thể, phần mềm, chương trình học, khóa học... 
Vào năm 2008 một hiệp hội độc lập, bất vụ lợi với tên là OpenCourseWare Consortium được thành lập, trong đó trên 250 đại học và tổ chức đã hợp lại với nhau, để mà nâng cao con đường học vấn miễn phí. Sứ mệnh của OpenCourseWare Consortium là, phân phối trên toàn thế giới những tài liệu học vấn có giá trị và miễn phí. Nhờ vậy mà các tài liệu của trên 13.000 khóa học bằng 20 thứ tiếng khác nhau mà đã được công bố, cũng có thể tiếp cận được từ trang mạng của hiệp hội.